# Корж, Иван Алексеевич
Иван Алексеевич Корж (бел. Іван Аляксеевіч Корж; род. 21 декабря 1961, д. Новосёлки, Петриковский район, Гомельская область, БССР, СССР) — белорусский военачальник и политик. Депутат Палаты представителей Национального собрания Республики Беларусь шестого созыва.

## Биография
Родился 21 декабря 1961 года в д. Новоселки Петриковского района Гомельской области.
Окончил факультет управления процессами перевозок Белорусского института инженеров железнодорожного транспорта по специальности «Эксплуатация железных дорог» (с отличием). В начале 1990-х годов окончил контрразведывательный факультет Высшей школы Министерства безопасности Российской Федерации имени Ф. Э. Дзержинского по специальности «Офицер с высшим специальным образованием».
Работал дежурным по станции, маневровым диспетчером, заместителем начальника по оперативной работе станции Витебск Белорусской железной дороги. Проходил службу в органах государственной безопасности Республики Беларусь в должностях офицерского состава в управлении Комитета государственной безопасности Республики Беларусь по Витебской области, заместителя начальника управления Комитета государственной безопасности Республики Беларусь по Гомельской области.
С 22 декабря 2005 года по 22 января 2010 года являлся начальником управления КГБ Республики Беларусь по Гомельской области. С 22 января 2010 года по 23 мая 2014 года являлся начальником управления КГБ Республики Беларусь по Гродненской области.
С 23 мая 2014 года по 8 ноября 2016 года являлся начальником Института национальной безопасности Республики Беларусь.
11 сентября 2016 года был избран депутатом Палаты представителей Национального собрания Республики Беларусь VI созыва по Гомельскому-Юбилейному округу № 31. Являлся заместителем председателя Постоянной комиссии Палаты представителей по международным делам, входил в состав делегаций Национального собрания Республики Беларусь в Межпарламентской Ассамблее государств — участников Содружества Независимых Государств, по осуществлению контактов с Межпарламентской Ассамблеей Ассоциации государств Юго-Восточной Азии, рабочих групп Национального собрания Республики Беларусь по сотрудничеству с парламентами Вьетнама, Грузии, Камбоджи, Литвы, Узбекистана, Чехии.

## Награды
- Орден «За службу Радзiме» III степени,
- медали «За безупречную службу» I, II и III степеней,
- медаль «За отличие в воинской службе»,
- нагрудный знак «Ганаровы супрацоўнiк КДБ»,
- Медаль «За укрепление парламентского сотрудничества» (21 ноября 2019 года, Межпарламентская ассамблея СНГ) — за особый вклад в развитие парламентаризма, укрепление демократии, обеспечение прав и свобод граждан в государствах — участниках Содружества Независимых Государств[2],
- Медаль «МПА СНГ. 25 лет» (27 марта 2017 года, Межпарламентская ассамблея СНГ) — за заслуги в деле развития и укрепления парламентаризма, за вклад в развитие и совершенствование правовых основ функционирования Содружества Независимых Государств, укрепление международных связей и межпарламентского сотрудничества[3],
- Почётная грамота Совета МПА СНГ (12 апреля 2018 года, Межпарламентская ассамблея СНГ) — за активное участие в деятельности Межпарламентской Ассамблеи и её органов, вклад в укрепление дружбы между народами государств — участников Содружества Независимых Государств[4].

## Санкции ЕС
После президентских выборов 2010 года, 2 февраля 2011 года был включён в список белорусских чиновников, которым запрещён въезд в ЕС. Решением Совета Европейского союза от 15 октября 2012 года Корж как начальник управления КГБ Республики Беларусь по Гродненской области был признан ответственным за репрессии КГБ против гражданского общества и демократической оппозиции на Гродненщине.

## Семья
Женат, имеет сына и дочь.